# 孔希勒勒唐普勒
孔希勒勒唐普勒（法語：Conchil-le-Temple，法語發音：[kɔ̃ʃil lə tɑ̃pl]）是法国上法蘭西大區加来海峡省的一个市镇，属于蒙特勒伊区。

## 地理
孔希勒勒唐普勒（50°22'3"N, 1°39'52"E）面积16.72 平方千米，位于法国上法蘭西大區加来海峡省，该省份为法国北部沿海省份，西北濒北海，南至索姆省，东临北部省。
与孔希勒勒唐普勒接壤的市镇（或旧市镇、城区）包括：韦尔通、莱皮讷、蒂尼努瓦耶勒、瓦邦、康村、科利讷博蒙。

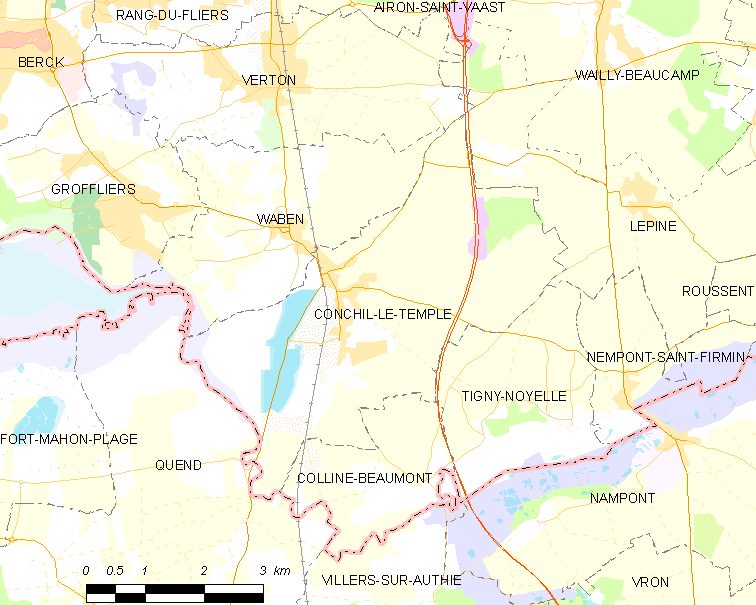
孔希勒勒唐普勒的OSM定位图

孔希勒勒唐普勒的时区为UTC+01:00、UTC+02:00（夏令时）。

## 行政
孔希勒勒唐普勒的邮政编码为62180，INSEE市镇编码为62233。

## 政治
孔希勒勒唐普勒所属的省级选区为贝尔克县。

## 人口

1962-2008年间孔希勒勒唐普勒人口变化图示

孔希勒勒唐普勒于2022年1月1日时的人口数量为1087人。